# Anserma jezik
Anserma jezik (ancerma; ISO 639-3: ans), izumrli jezik Anserma Indijanaca koji se u vrijeme kolonizacije govorio u Kolumbiji. Bio je srodan s cauca [cca], arma [aoh] (oba izumrla) i caramanta [crf]. 
Pripadao je jezičnoj porodici choco.

## Vanjske poveznice
- Ethnologue (14th)
- Ethnologue (15th)